# Jesse W. Reno
Jesse W. Reno (4 août 1861—2 juin 1947) est un inventeur et ingénieur américain. Il a inventé le premier escalator fonctionnel en 1891 (breveté le 15 mars 1892) utilisé à l'Old Iron Pier, à Coney Island, à New York. Son invention était appelée l'« ascenseur incliné ». Une ancienne machine d'escalator, appelée « escalier tournant » par son inventeur Nathan Ames, a été brevetée le 9 mars 1859, mais n'a jamais été construite.

## Biographie
Reno est né en 1861 à Fort Leavenworth, dans le Kansas. Il était le fils du notable de la guerre civile américaine Jesse L. Reno. Il est diplômé de l'Université Lehigh en 1883 avec un diplôme d'ingénieur en exploitation minière, plus tard un diplôme en métallurgie, où il était membre de la Chi Phi. L'inspiration de Reno pour l'escalator proviendrait de son temps en tant qu'étudiant de premier cycle. Non seulement le campus de Lehigh comprend la résidence la plus élevée à l'est du Mississippi, mais il y a aussi environ trois cents marches qui doivent être escaladées pour monter à plus de 100 mètres du point le plus bas du campus à la maison de la fraternité Chi Phi sur South Mountain.